# Боєво (Польща)
Боєво (пол. Bojewo) — село в Польщі, у гміні Садовне Венґровського повіту Мазовецького воєводства.
Населення — 180 осіб (2011).
У 1975-1998 роках село належало до Седлецького воєводства.

## Демографія
Демографічна структура станом на 31 березня 2011 року:
|          | Загалом | Допрацездатний вік | Працездатний вік | Постпрацездатний вік |
| -------- | ------- | ------------------ | ---------------- | -------------------- |
| Чоловіки | 95      | 12                 | 66               | 17                   |
| Жінки    | 85      | 10                 | 41               | 34                   |
| Разом    | 180     | 22                 | 107              | 51                   |